# Franciszek Bieda
Franciszek Bieda (ur. 17 grudnia 1896 w Sowlinach, zm. 20 września 1982 w Krakowie) – polski paleontolog, profesor Uniwersytetu Jagiellońskiego.

## Życiorys
W latach 1906–1916 uczęszczał do gimnazjum w Nowym Sączu. W 1914 wstąpił ochotniczo do Legionów. W 1915 na froncie wschodnim nad Prutem doznał ciężkiej rany. Zdruzgotane pociskiem szrapnelowym obie kości przedramienia prawej ręki spowodowały konieczność długiego leczenia szpitalnego i inwalidztwo. Niezależnie od tych wypadków zdołał ukończyć gimnazjum i zdać maturę w 1916, po zwolnieniu z Legionów zapisał się na Wydział Filozoficzny Uniwersytetu Jagiellońskiego na studia przyrodnicze o kierunku geologiczno-paleontologicznym, które ukończył w 1921. W 1922 uzyskał tytuł doktora na podstawie pracy o numulitach fliszu karpackiego zostając równocześnie na stanowisku asystenta. W latach 1929–1931 przebywał we Francji, Austrii i Szwajcarii na stypendium. Wynikiem studiów zagranicznych było ukończenie pracy habilitacyjnej i uzyskanie w 1931 tytułu docenta. W 1933 został kierownikiem zakładu paleontologii z obowiązkiem prowadzenia wykładów i ćwiczeń. W 1935 został mianowany profesorem nadzwyczajnym. II-wiceprezes Zarządu Okręgu Kraków Związku Legionistów Polskich w 1936 roku.
Z wybuchem drugiej wojny światowej prof. Bieda wraz z innymi udaje się na tułaczkę na wschód, skąd szczęśliwie powraca późną jesienią do Krakowa. Przez cały okres okupacji prof. Bieda pracował w filii warszawskiego Instytutu Geologicznego, mieszczącej się przy ul. Kochanowskiego w Krakowie. 
Po ucieczce Niemców z Krakowa został kierownikiem Zakładu Geologii UJ, pełniąc tę funkcję do końca 1945, w 1946 zostaje mianowany profesorem zwyczajnym a na UJ pracuje do 1951. Od 1 września 1947 kierował geologią na krakowskiej WSP, gdzie doprowadził do utworzenia Wydziału Przyrodniczo-Geograficznego, którego został w 1948 dziekanem, piastując tę funkcję do II 1951. W 1951 został kierownikiem Zakładu Paleontologii Akademii Górniczo-Hutniczej, co wynikło z przeniesienia geologii z UJ na AGH. W 1967 przeszedł na emeryturę. Za swoją pracę odznaczony został Krzyżem Kawalerskim Orderu Odrodzenia Polski, za walkę w czasie I wojny światowej Krzyżem Niepodległości, a także Złotym Krzyżem Zasługi (23 kwietnia 1938). Choroba płuc i powolna utrata wzroku i słuchu utrudniały mu prowadzenie działalności naukowej już po przejściu na emeryturę, pogarszający się stan zdrowia nie pozwalał później na opuszczanie domu, gdzie warunki pracy naukowej były już ograniczone. Pochowany na Cmentarzu wojskowym przy ul. Prandoty w Krakowie (kwatera XCVI-płd.-18). Głównym kierunkiem badawczym Franciszka Biedy były badania otwornic kenozoicznych. Autor obszernego podręcznika akademickiego Paleozoologia, członek honorowy Polskiego Towarzystwa Geologicznego

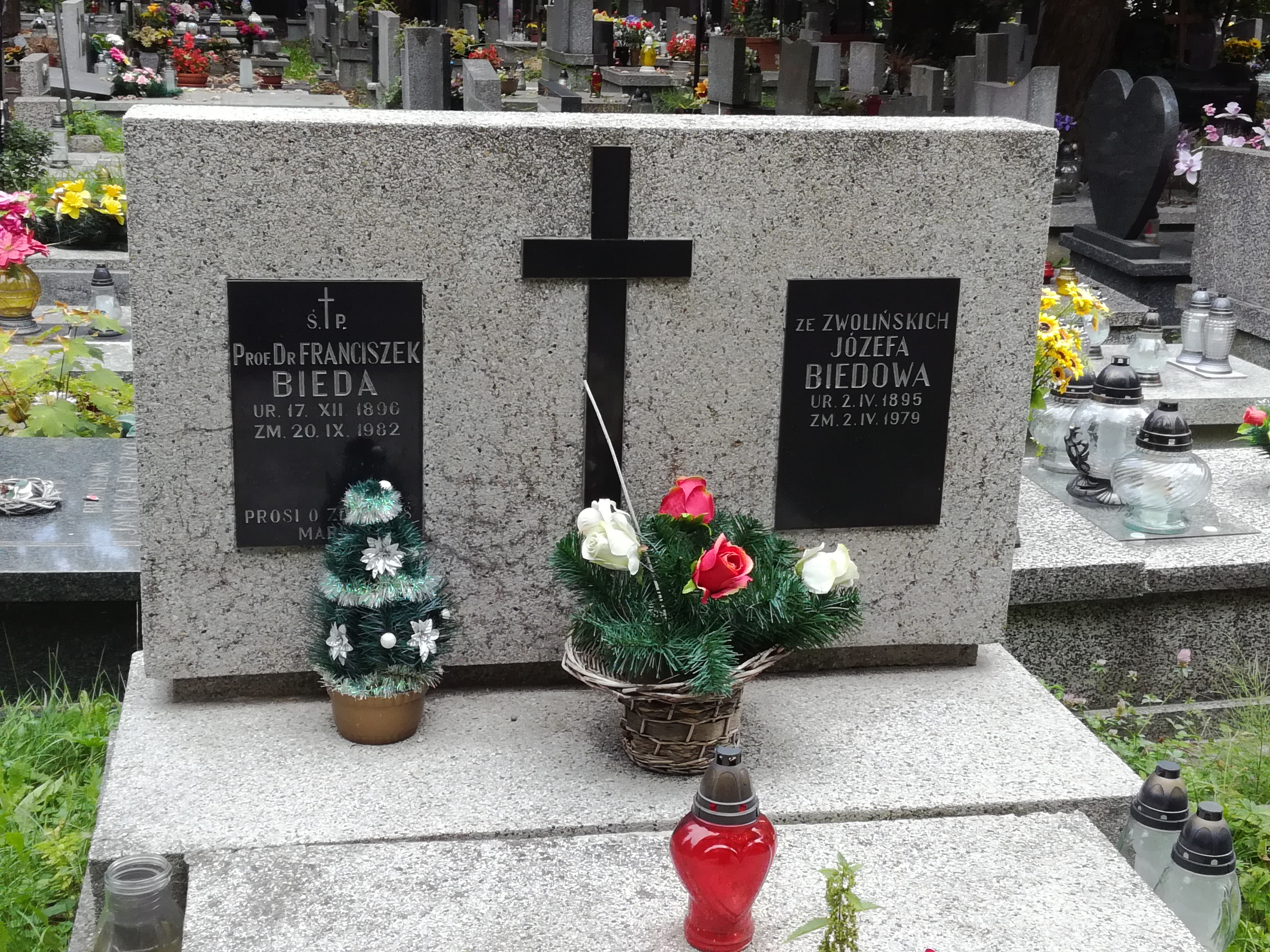
Grób prof. Franciszka Biedy na cmentarzu przy ul. Prandoty

## Wybrane publikacje
- Franciszek Bieda, 1966: Paleozoologia, tom I, Bezkręgowce. Wydawnictwa Geologiczne, str. 662.
- Franciszek Bieda, 1969: Paleozoologia, tom II, Strunowce. Wydawnictwa Geologiczne, str. 582.
- Franciszek Bieda, 1976: Zarys dziejów paleontologii w Krakowie. Zakład Narodowy im. Ossolińskich.